# Мужчина в расцвете лет
«Мужчина в расцвете лет» (латыш. Vīrietis labākajos gados) — советский фильм 1977 года снятый на Рижской киностудии режиссёром Ольгертом Дункерсом, снятый по мотивам одноимённого романа Зигмундса Скуиньша.

## Сюжет
Альфред Турлавс — мужчина в расцвете лет, успешный инженер в конструкторском бюро одного из заводов в Риге. В профессиональной сфере он многого добился. Но касается личной жизни, здесь всё очень сложно, в отношениях с женой не складываются, супруги давно охладели друг к другу. Дочь Вита уже выросла и вышла замуж. Неожиданно в жизнь Альфреда приходит новая любовь — в лице его коллеги Майи.

## В ролях
- Витаутас Томкус — Альфред Турлавс
- Вайва Майнелите — Майя
- Хелга Данцберга — Ливия
- Андрис Берзиньш — Тенис
- Ласма Мурниеце — Вита
- Лилита Берзиня — Вилде-Межниеце
- Ольгерт Дункерс — Сэрс
- Улдис Думпис — Сашиньш
- Иварс Каулиньш — Пушкунгс
- Янис Стрейч — директор Калсонс
- Эдуардс Павулс — Лукьянскис
- Петерис Гаудиньш — Эдмундс
- Мирдза Мартинсоне — Велта
- Айварс Силиньш — Малвиньш
- Аквелина Ливмане — Вердиня

## Съёмки
Все виды завода сняты на Вильнюсском заводе радиоизмерительных приборов (ВЗРИП), некоторые эпизоды также в Москве и Риге, например, дом героини — в рижском районе Межапарк.